# Tom Latham (Politiker)

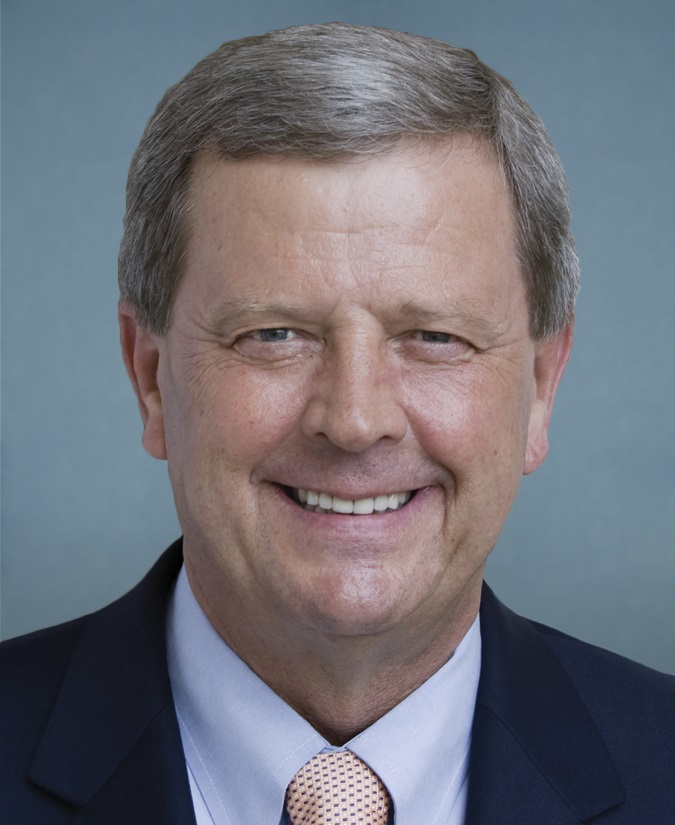
Tom Latham (2011)

Thomas „Tom“ Latham (* 14. Juli 1948 in Hampton, Franklin County, Iowa) ist ein US-amerikanischer Politiker. Von 1995 bis 2015 vertrat er den Bundesstaat Iowa im US-Repräsentantenhaus.

## Werdegang
Tom Latham besuchte bis 1966 das Cal Community College in Latimer und dann bis 1967 das Wartburg College in Waverly (Iowa). Anschließend studierte er bis 1970 an der Iowa State University in Ames. Danach leitete er zusammen mit seinen Brüdern eine Firma, die Saatgut vertrieb.
Politisch schloss sich Latham der Republikanischen Partei an. Im Jahr 1992 war er Delegierter zur Republican National Convention in Houston, auf der US-Präsident George Bush für eine zweite Amtszeit nominiert wurde. Später verlor Bush dann bei den eigentlichen Wahlen gegen Bill Clinton. 1994 wurde Latham im fünften Wahlbezirk von Iowa in das US-Repräsentantenhaus in Washington, D.C. gewählt. Dort trat er am 3. Januar 1995 die Nachfolge von Fred Grandy an. Nach einigen Wiederwahlen konnte er diesen Distrikt bis zum 3. Januar 2003 im Kongress vertreten. Von den Wahlen des Jahres 2002 an kandidierte er im vierten Bezirk von Iowa, bis nach dem Zensus 2010 sein Wahlkreis aufgelöst wurde. Bei der Wahl 2012 trat er deshalb im dritten Wahlbezirk von Iowa gegen den demokratischen Amtsinhaber Leonard Boswell an und gewann, sodass er ab dem 3. Januar 2013 diesen Bezirk im Kongress vertrat. Im Jahr 2014 verzichtete er dann auf eine weitere Kandidatur, so dass er am 3. Januar 2015 aus dem Kongress ausschied. Latham war zuletzt Mitglied im Haushaltsausschuss und in zwei von dessen Unterausschüssen und gilt als gemäßigter Republikaner, der auch mit demokratischen Kollegen zusammenarbeitet. Er war im Gespräch für die Nachfolge des demokratischen Senators Tom Harkin, beendete aber im Februar 2013 die Spekulationen mit einer Absage.
Er ist mit Kathy Latham verheiratet und lebt privat in Ames.